# Rápido e devagar: Duas formas de pensar
Rápido e devagar: Duas formas de pensar (Thinking, Fast and Slow, em inglês) é um livro best-seller publicado em 2011 pelo economista e psicólogo estadunidense Daniel Kahneman. Foi o vencedor do National Academies Communication Award de 2012 pelo melhor trabalho criativo que ajuda a compreensão pública de tópicos em ciência comportamental, engenharia e medicina.
O livro resume as pesquisas que Kahneman realizou ao longo de décadas, que levou ao Nobel de economia, algo muito raro um psicólogo ganhar um Nobel, muitas vezes em colaboração com Amos Tversky. O livro é um resumo para o público geral dos trabalhos de Daniel Kahneman e Amos Tversky. O livro é largamente citado, e tem um tom e abordagem fácil de entender. O livro continua no livro mais recente de Daniel Kahneman Noise: A Flaw in Human Judgment. Nesse novo volume, Kahneman estende a discussão para "ruídos", no primeiro ele focou nas tendências cognitivas. 

## Sobre o livro
Daniel Kahneman mostra a capacidade do pensamento rápido, sua influência persuasiva em nossas decisões e até onde podemos ou não confiar nele. O entendimento do funcionamento dessas duas formas de pensar pode ajudar em nossas decisões pessoais e profissionais.
O livro de Kahneman explica como o funcionamento do cérebro acontece separado em dois sistemas: um de decisões rápidas (como ao responder à equação 2+2), e outro devagar, ponderando a resposta. Enquanto a primeira forma pode levar a decisões erradas, a exemplo da compra por impulso, a segunda requer mais energia e conhecimento.

## Conceitos importantes que são abordados no livro

### A Teoria da perspectiva
A Teoria da Perspectiva, desenvolvida por Daniel Kahneman e Amos Tversky, é uma abordagem psicológica e econômica que explica como as pessoas tomam decisões sob incerteza. Ela se baseia na distinção entre dois modos de pensamento: o Sistema 1, que é rápido, intuitivo e emocional, e o Sistema 2, que é mais lento, deliberativo e lógico. 
O Sistema 1 é automático e opera sem esforço consciente, muitas vezes influenciado por experiências passadas e emoções, o que o torna mais sensível a mudanças do que a estados estáveis. Por outro lado, o Sistema 2 requer atenção e esforço consciente, sendo responsável pela análise crítica e pelo raciocínio complexo. Essa dualidade nos ajuda a entender por que podemos reagir de maneira diferente a ganhos e perdas, e como os vieses cognitivos podem afetar nossas escolhas. A teoria sugere que, embora o Sistema 1 possa nos levar a decisões rápidas e eficientes em situações cotidianas, também é suscetível a erros e ilusões. 
O Sistema 2, embora mais confiável para decisões ponderadas, é menos ágil e mais exigente em termos de recursos cognitivos. Compreender a interação entre esses dois sistemas pode melhorar nossa capacidade de tomar decisões mais informadas e racionais.

### Não somos bons em estatística, nem mesmo especialistas
Isso desafia nosso senso comum. Achamos que somos bons em estatística, especialmente, se formos especialistas. Como discutido no livro, o excesso de confiança pode levar a erros, mesmo por pessoas que trabalham com estatística. 

## Vieses discutidos no livro
Os vieses cognitivos são tendências que podem levar a desvios sistemáticos de lógica e a decisões irracionais, frequentemente estudadas em psicologia e economia comportamental. Eles podem ser consequências de atalhos mentais, chamados de heurísticas, que o cérebro usa para tomar decisões ou fazer julgamentos. Esses vieses podem ser classificados como “frios”, como o ruído mental, ou “quentes”, quando as decisões são distorcidas por crenças e desejos. Há controvérsias sobre se esses vieses são sempre inúteis e irracionais ou se podem ser comportamentos úteis, como no caso do viés de confirmação, que pode ser visto como uma habilidade social.

### Viés da disponibilidade
A heurística da disponibilidade, também conhecida como viés da disponibilidade, é um atalho mental que se baseia em exemplos imediatos que vêm à mente ao avaliar um tópico ou decisão. Isso significa que as pessoas tendem a valorizar enormemente informações mais recentes ou facilmente lembradas, formando opiniões tendenciosas. Por exemplo, após ver notícias sobre sequestros, alguém pode superestimar a probabilidade desse evento ocorrer. Esse viés pode levar a julgamentos errôneos, pois as pessoas confiam no conteúdo de suas memórias sem questionar a dificuldade de lembrar de informações relevantes. Amos Tversky e Daniel Kahneman foram pioneiros no estudo dessa heurística, mostrando que ela pode influenciar significativamente a percepção de frequência e probabilidade de eventos.

## Aplicações do livro ao contexto brasileiro
A aplicação da teoria de Daniel Kahneman, especialmente os conceitos de Sistema 1 e Sistema 2 do livro “Thinking, Fast and Slow”, para entender o comportamento dos apoiadores da Esquerda. O Sistema 1 é descrito como rápido, automático e emocional, enquanto o Sistema 2 é mais lento, deliberativo e lógico. A página argumenta que o esquerdismo utiliza estratégias do Sistema 1 para simplificar questões complexas, criar crenças e espalhar notícias falsas, desviando a atenção de questões importantes com discussões paralelas e simplificações excessivas.

## Assuntos que aparecem no livro
- Psicofísica